# География сельского хозяйства
География сельского хозяйства, или агрогеография — раздел  географии, занимающийся исследованием взаимосвязей между сельским хозяйством и окружающей географической средой; исследует также в более широком смысле пространственное распределение продукции растениеводства и животноводства в мире. Описывает и анализирует выращивание растений, разведение животных в различных географических пространствах.

## Сущность и сфера географии сельского хозяйства
География сельского хозяйства является разделом географии, занимающимся исследованием отношений между сельским хозяйством и окружающей средой. Кроме того, анализирует сельское хозяйство с пространственной точки зрения. Как и другие географические науки, исследует генезис и причины явлений в сельском хозяйстве как на территории всей Земли, как и на местном уровне.
География сельского хозяйства в связи со спецификой сельского хозяйства исследует главным образом:
- географическое положение
- рельеф местности
- агроклиматические ресурсы
- водные условия
- почвы
- ценность окружающей среды с точки зрения сельского хозяйства
- особенности собственности на землю
- организационно-технические особенности (например, механизация, коллективизация)
- особенности производства (например, выращивания с.-х. культур)

География сельского хозяйства не изучала собирательство и охоту, несмотря на наличие аналогичных продуктов в сельскохозяйственном производстве. Однако после расширения определения сельского хозяйства с присоединением лесного хозяйства и рыболовства, география сельского хозяйства теперь занимается и этими областями.
Кроме того, предметом исследования географов сельского хозяйства не являются биолого-химические аспекты сельского хозяйства, такие как химический состав почвы и процессы почвообразования.